# José Alejandro Nava
José Alejandro Nava Álvarez (Ciudad de México, 20 de septiembre de 1979) es un futbolista mexicano retirado que jugaba en la posición de delantero. Jugó para el Club Deportivo Guadalajara, Club de Fútbol Atlante, Club América, Jaguares de Tapachula, Universidad de Guadalajara, Club Deportivo Jalapa y Juventud Escuintleca.
Ricardo Ferretti le da la oportunidad de debutar con Chivas el 13 de febrero de 2000 en la victoria de 3-0 sobre el América. Su primer gol con el Guadalajara lo lograría 13 días después, en el Clásico Tapatío contra Atlas. Durante el resto de la temporada del verano 2000, logró conseguir 3 goles más, para así sumar 4 en 12 juegos disputados.
Para la siguiente temporada es prestado al Atlante donde no logra destacar, después de regresar brevemente con los rojiblancos es traspasado al América.
En 2003 llega a Jaguares de Tapachula, filial de Jaguares de Chiapas, donde permanecería un año. Después de Tapachula decide migrar a Estados Unidos donde se retira del fútbol profesional por un período de tiempo.
En la primavera de 2010 regresa a Guadalajara y firma un contrato con los Leones Negros de la Universidad de Guadalajara, equipo con el que permanece sólo 6 meses. Después de este tiempo es liberado por el equipo por lo que decide unirse al Club Deportivo Jalapa de Guatemala.Finalmente en julio de 2011 es traspasado al equipo Juventud Escuintleca.

## Clubes
| Club                       | País      | Año         |
| -------------------------- | --------- | ----------- |
| Chivas Tijuana             | México    | 1997 - 1999 |
| Nacional Tijuana           | México    | 1999        |
| Club Deportivo Guadalajara | México    | 2000 - 2001 |
| Club de Fútbol Atlante     | México    | 2001        |
| Club América               | México    | 2002        |
| Jaguares de Tapachula      | México    | 2003        |
| Universidad de Guadalajara | México    | 2010        |
| Club Deportivo Jalapa      | Guatemala | 2011        |
| Juventud Escuintleca       | Guatemala | 2011        |